# Елизавета Михайловна
Великая княжна Елизаве́та Миха́йловна (14 [26] мая 1826, Москва — 16 [28] января 1845, Висбаден) — дочь великого князя Михаила Павловича и великой княгини Елены Павловны; внучка Павла I; супруга герцога Нассауского Адольфа.

## Биография
Елизавета Михайловна родилась 14 (26) мая 1826 год в Москве и была второй дочерью в семье великого князя Михаила Павловича и великой княгини Елены Павловны. Её назвали в честь императрицы Елизаветы Алексеевны, супруги Александра I, с которой была очень дружна Елена Павловна и которая скончалась 4 (16) мая 1826 года. Дома Елизавету Михайловну звали «Лили».
Великая княжна Ольга Николаевна писала о кузине в своем дневнике «Сон юности. 1825—1846»:

… кузина Лилли (великая княжна Елизавета Михайловна (1826—1845)), очень прямая, немного вспыльчивая и похожая на мальчика, звалась ею (императрицей Марией Федоровной) «честный человек…»

Елена Павловна уделяла большое внимание образованию своих дочерей. Между тем Михаил Павлович ввел в их программу один из военных предметов, мотивируя это тем, что дочери являются шефами кавалерийских полков. Он знакомил подраставших дочерей (Марию, Елизавету и Екатерину) с кавалерийскими и пехотными сигналами на горне и барабане. Случалось, что великий князь привозил офицеров, сделавших ошибки на учениях или смотрах, к себе во дворец. Здесь пригласив дочерей, он заставлял горниста играть сигналы, а великие княжны безошибочно объясняли их значение. «Вот, сударь мой,—говорил он,—даже дочери мои, совсем дети, знают сигналы, которые вам, как видно, не знакомы, а потому милости прошу отправиться на гауптвахту».

## Брак
В 1843 году стала невестой герцога Адольфа Нассауского. Этот брак едва не стал причиной разрыва с семьёй Николая I. Елена Павловна давно лелеяла мечту о том, чтобы выдать старшую дочь Марию Михайловну за наследного принца Баденского, а младшую Елизавету, сделать женой герцога Адольфа. В это же время Николай I и Александра Федоровна остановили на нём выбор в качестве жениха для великой княжны Ольги. Император, заботясь о мире в императорском доме, принял решение, что принц волен сам сделать выбор между двумя двоюродными сёстрами. Но великая княгиня боялась, что принц Адольф отдаст предпочтение царской дочери в ущерб её дорогой Лили.
Вскоре стало известно, что в Кронштадт прибыли принцы Насаусские Адольф и Морис и ждут указаний Николая I, где и когда они могут нанести ему визит. В то время было не принято приезжать к столь высоким персонам без предварительного приглашения. Но Николай Павлович передал гостям, что они могут ехать в Ропшу, где он был на маневрах. Николай I принял их в своей палатке, и герцог Адольф тут же попросил руки его племянницы Елизаветы Михайловны. Император ничего не имел против, хотя и был удивлен. Герцог тотчас отправился в Карлсбад, где в это время находилась Елена Павловна с дочерьми.
Свадьба Елизаветы Михайловны и герцога Нассауского состоялась 19 (31) января 1844 года в Санкт-Петербурге почти одновременно со свадьбой её двоюродной сестры Александры Николаевны и принца Фридриха Гессен-Кассельского (16 января). Тысячи приглашённых собрались на эти торжества. В ряду многочисленных празднеств по случаю двух свадеб в императорском доме самым великолепным оказался тот, который 2 февраля в своем доме устроила Елена Павловна. Хозяевам Михайловского дворца этот праздник обошёлся в 200 000 рублей (огромная по тем временам сумма).
Несмотря на торжественность и роскошь, с какими любящие родители отпраздновали свадьбы своих дочерей, супружество обеих оказалось непродолжительным: Александра Николаевна скончалась через полгода в Царском Селе, а Елизавета Михайловна в далёком Висбадене 16 (28) января 1845 также в результате тяжёлых родов вместе с новорожденной дочерью.

## Память
- В 1840 году в честь Елизаветы Михайловны назвали Елизаветинскую улицу в Павловске.
- В память о Елизавете Михайловне, в соответствии с указом Николая I от 8 (20) марта 1845 года[1], клиническая больница для малолетних детей, основанная в Петербурге в 1844 году частным благотворительным обществом[2], была названа Елизаветинской.
- В память об умерших дочерях (в ноябре 1846 года умерла старшая дочь Мария) великая княгиня Елена Павловна основала «приюты Елизаветы и Марии» в Петербурге и Павловске.
- В память о своей супруге герцог Адольф приказал построить русский православный храм Св. Праведной Елизаветы в Висбадене на деньги, полученные великой княжной в приданое (1 миллион рублей) или (3 000 000 Mk.). Герцогиня и её дочь покоятся в крипте храма.

## Престолонаследие
Через 45 лет после смерти жены Адольф Нассауский стал великим герцогом Люксембургским, унаследовав престол герцогства от своего дальнего родственника, короля Нидерландов Виллема III.